# آکیهیرو ساکاتا
آکیهیرو ساکاتا (انگلیسی: Akihiro Sakata؛ زادهٔ ۱۶ مهٔ ۱۹۸۴) بازیکن فوتبال اهل ژاپن است.
از باشگاه‌هایی که در آن بازی کرده‌است می‌توان به باشگاه فوتبال سرزو اوساکا اشاره کرد.